# Rue Tournant-Saint-Paul
La rue Tournant-Saint-Paul est une courte artère ancienne du centre de Liège (Belgique).

## Situation et accès
Cette rue ancienne, plate et pavée mesure une cinquantaine de mètres et relie deux importantes places du centre de Liège : la place de la Cathédrale et la place Saint-Paul. Elle ne compte aucun bâtiment ayant sa façade principale le long de la rue et applique un sens unique de circulation automobile dans le sens place Saint-Paul - place de la Cathédrale. La rue est bien connue des Liégeois pour abriter des vespasiennes placées en contrebas de la voirie du côté de la cathédrale.
Voies adjacentes
- Place de la Cathédrale
- Place Saint-Paul

## Origine du nom
Le nom de la rue est explicite. Cette artère forme un virage au pied de la tour de la cathédrale Saint-Paul. 

## Historique
La rue tient sa configuration actuelle de l'édification de la tour de la cathédrale en 1812 mais un passage entre les deux places existe depuis le Moyen Âge.

### Source et bibliographie
- Yannik Delairesse et Michel Elsdorf, Le nouveau livre des rues de Liège, Liège, Noir Dessin Production, 2008, 512 p. (ISBN 978-2-87351-143-2 et 2-87351-143-5, présentation en ligne), page 407